# 日夏響
日夏 響（ひなつ ひびき、1942年 - ?）は日本の女性翻訳家。

## 経歴
静岡県生まれ。横浜国立大学学芸学部（史学科）中退。オカルト本、SF、幻想文学を翻訳した。
2012年の『終末期の赤い地球』電子版（グーテンベルク21社）には、日夏響の著作権の継承者を探している旨が、記載されている。

## 訳書
- 『オカルト入門』（ダル・リー、大陸書房） 1974
- 『図説・海の怪獣』（ジェイムス・B・スィーニ、大陸書房） 1974
- 『動物の謎』（オズモンド・ブレランド、大陸書房） 1974
- 『崩壊した銀河文明』（The Defiant Agents、アンドレ・ノートン、久保書店QTブックスSF） 1974
- 『悪魔の書』（エミール・グリヨ・ド・ジヴリ、大陸書房） 1975
- 『宇宙の放浪怪物』（VOR、ジェームズ・ブリッシュ、久保書店QTブックスSF） 1975.12
- 『終末期の赤い地球』（The Dying Earth 、ジャック・ヴァンス、久保書店QTブックスSF） 1975
- 『宇宙の神秘』（ジャック・ベルジエ, ルイ・ポーウェル共著、大陸書房） 1976
- 『失われた時間の鍵』（Key Out of Time、アンドレ・ノートン、久保書店QTブックスSF） 1976
- 『怪奇幻想の文学. 5 (怪物の時代)』（共訳、新人物往来社） 1977.11
「恐怖の山」（The Horror Horn、E・F・ベンスン）
「青白い猿」（The Pale Ape、M・P・シール）
「ウイリアムスン」（Williamson、H・S・ホワイトヘッド）
「換魂譚」（The Transformation、メアリ・シェリー）
「レッド・フック街怪事件」（The Horror at the Red Hook、H・P・ラヴクラフト）
「ゴーレム」（The Golem、エイブラム・デイヴィッドスン）
「緑色の怪物」（Le Monstre Vert、ジェラール・ド・ネルヴァル）
「ヤンドロの山小屋」（Deserick of Yondoro、マンリー・ウェイド・ウェルマン）
「セイレーンの歌」（The Song of Siren、E・L・ホワイト）
「難破船」（Derelict、ウィリアム・ホープ・ホジスン）
「沼の怪」（Slime、J・P・ブレナン）
「ワンダースミス」（The Wondersmith、フィッツ＝ジェイムズ・オブライエン）
「海魔」（The Sea Monster、ゲアハルト・ハウプトマン）
- 『怪奇幻想の文学. 6 (啓示と奇蹟)』（共訳、新人物往来社） 1977.12
「ジュリアン聖人伝」（Le Legende De Saint Julien L'hostitalier、グスタフ・フローベール）
「聖母の軽業師」（Le Jongleur De Notre-Dame、アナトール・フランス）
「沙漠のアントワーヌ」（Antoine-Du-Desert、ジュール・シュペルヴィエル）
「破戒の聖僧ヴィターリス」（Der Schrimm-Heilige Vitaalis、ゴトフリート・ケラー）
「黒い蜘蛛」（Die Schwarze Spinne、イエレミーアス・ゴットヘルフ）
「道」（Roads、シーベリイ・クイン）
「手と魂」（Hand and Soul、ダンテ・ガブリエル・ロセッティ）
「啓示と奇蹟」（Signs and Wonders、J・D・ベレスフォード）
「郵便局と蛇」（The Post Office and the Serprnt、A・E・コッパード）
「N」（N、アーサー・マッケン）
「白いダリア」（Die Weisze Georgine、エルゼ・ラスカー＝シューラー）
「トランペット」（The Trumpet、ウォルター・デ・ラ・メア）
「屍衣を洗う女」（The Washer of the Ford、フィオナ・マクラウド）
「サルニダクの慈悲」（The Relenting of Sarnidac、ロード・ダンセイニ）
「夢の子供」（Dream-Children: A Reverie、チャールズ・ラム）
- 『怪奇幻想の文学. 7 (幻影の領域)』（共訳、新人物往来社） 1978.2
「宇宙を駆ける男」（The Jet-Propelled Couch、ロバート・リンドナー）
「死んでいる時間」（Le Temps Mort、マルセル・エイメ）
「キルシーランから来た男」（The Man from Kilsheelan、A・E・コッパード）
「死んでいる女」（The Dead Woman、デイヴィッド・H・ケラー）
「黒い玉」（La Boule Noire、トーマ・オウエン）
「奇妙な町」（Die Sonderbare Stadt、パウル・エルンスト）
「続いている公園」（Concinuidad De Lous Parques、フリオ・コルタサル）
「遠く遥かな調べ」（A Far-Away Melody、メアリ・E・ウイルキンズ＝フリーマン）
「古い衣」（Old Clothes、アルジャーノン・ブラックウッド）
「白いひと」（The White People、フランシス・ホジスン・バネット）
「ローウムの狂気」（Rooum、オリヴァー・オニオンズ）
「ラジャの贈りもの」（The Rajah's Gift、E・ホフマン・プライス）
「ゼリュシャ」（Xelucha、M・P・シール）
- 『カインの市』（City of Cain、ケイト・ウィルヘルム、サンリオ、サンリオSF文庫） 1978.10
- 『神鯨』（The Godwhale、T.J.バス、早川書房、ハヤカワ文庫SF） 1978.10
- 『忘却の惑星 ワールド・ベスト1966』（ドナルド・A・ウォルハイム,テリー・カー編、浅倉久志他共訳、早川書房、ハヤカワ文庫SF） 1978.4
「太陽からの風」（アーサー・C・クラーク）
「時計じかけの医者」（ロン・グーラート）
「地獄で立往生」（ラリイ・ニーヴン）
「居留区」（ヴァーナー・ヴィンジ）
「河を渡って木立をぬけて」（クリフォード・D・シマック）
「忘却の惑星」（ジェイムズ・H・シュミッツ）
「「悔い改めよ、ハーレクィン!」とチクタクマンはいった」（ハーラン・エリスン）
「決断者たち」（ジョセフ・グリーン）
「旅人の憩い」（デイヴィッド・I・マッスン）
「未収録作品」（リン・カーター）
「消失点」（ジャナサン・ブランド）
「うちの町内」（R・A・ラファティ）
「赤色偏移の仮面」（フレッド・セイバーヘーゲン）
「とらわれの魔人」（クリストファー・アンヴィル）
「新しき良い時代」（フリッツ・ライバー）
- 『双生児』（Twins、バリ・ウッド, ジャック・ギースランド、早川書房、Hayakawa novels） 1979.11
のち改題『戦慄の絆』（バリ・ウッド,ジャック・ギースランド、早川書房、ハヤカワ文庫NV、モダンホラー・セレクション） 1989.3
- 『大予言者カルキ』（Kalki、ゴア・ヴィダル、サンリオ） 1980.1
- 『マストドニア』（Mastodonia、クリフォード・D・シマック、早川書房、ハヤカワ文庫SF） 1980.10
- 『ワイルダーの手』上・下（Wylder's Hand、ジョセフ・シェリダン・レ・ファニュ、紀田順一郎,荒俣宏責任編集、国書刊行会、世界幻想文学大系第23巻A・B） 1981.10
- 『多彩の地』上・下（The Many-colored Land、ジュリアン・メイ、早川書房、ハヤカワ文庫SF、エグザイル・サーガ1） 1983.6
- 『黄金の首環』上・下（The Golden Torc、ジュリアン・メイ、早川書房、ハヤカワ文庫SF、エグザイル・サーガ2） 1984.3
- 『デ・ラ・メア幻想傑作集』（ウォルター・デ・ラ・メア、サンリオ） 1985